# Andromeda (sterrenbeeld)

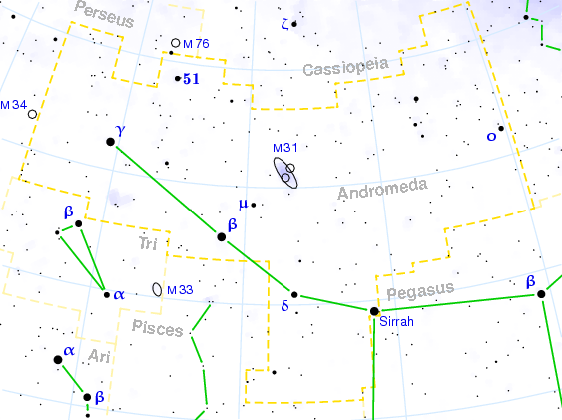
Kaart van het sterrenbeeld Andromeda.

Andromeda (afkorting And) is een van de 48 sterrenbeelden beschreven door de Grieks-Romeinse sterrenkundige Claudius Ptolemaeus en een van de 88 moderne sterrenbeelden. Andromeda is te vinden aan de noordelijke hemelkoepel, tussen rechte klimming 22u56m en 2u36m, declinatie +21° en +53°. Het is op de breedte van de Benelux gedeeltelijk circumpolair.
Het sterrenbeeld dankt zijn naam aan Andromeda, de dochter van Cepheus en Cassiopeia, koning en koningin van de Ethiopiërs. Ze werd door Perseus gered van het zeemonster Ceto.
Andromeda is het prominentste tijdens de herfst op het noordelijk halfrond, samen met andere sterrenbeelden met namen uit de verhalen van Perseus. Door zijn noordelijke declinatie is Andromeda alleen zichtbaar ten noorden van 40° van de zuidelijke breedtegraad; voor waarnemers die verder naar het zuiden staan valt het onder de horizon. Het is een van de grootste sterrenbeelden, met een gebied van meer dan 722 vierkante graden. Dit is meer dan 1400 keer de grootte van de Maan, 55% van de grootte van het grootste sterrenbeeld, Hydra, en meer dan 10 keer de grootte van het kleinste sterrenbeeld, Crux.
De helderste ster, Alpheratz, is een dubbelster die ook wordt meegerekend in het sterrenbeeld Pegasus. Alamak is een kleurrijke dubbelster en daarmee een belangrijk doel voor amateursterrenkijkers. Mirach is een rode reus en net zichtbaar met het blote oog. Het bekendste object in Andromeda is de Andromedanevel, het dichtbijzijnste stelsel bij de melkweg en een van de helderdere Messierobjecten. Minder goed zichtbare stelsels, waaronder M110, M32 en NGC 891 liggen ook in Andromeda. NGC 7662, een planetaire nevel, is zichtbaar door de telescoop als een helder blauw object.

## Sterren
(in volgorde van afnemende helderheid)
- Alpheratz (α, alpha Andromedae, ook bekend als Sirrah)
- Mirach (β, bèta Andromedae)
- Alamak (γ,gamma Andromedae)
- 3 Andromedae
- Adhil (ξ, xi Andromedae)

## Telescopisch waarneembare objecten

### New General Catalogue(NGC)
NGC 5, NGC 6, NGC 11, NGC 13, NGC 19, NGC 20, NGC 21, NGC 27, NGC 29, NGC 39, NGC 43, NGC 44, NGC 48, NGC 49, NGC 51, NGC 67, NGC 68, NGC 69, NGC 70, NGC 71, NGC 72, NGC 74, NGC 76, NGC 79, NGC 80, NGC 81, NGC 82, NGC 83, NGC 84, NGC 85, NGC 86, NGC 90, NGC 91, NGC 93, NGC 94-1, NGC 94-2, NGC 96, NGC 97, NGC 108, NGC 109, NGC 112, NGC 140, NGC 149, NGC 160, NGC 162, NGC 169, NGC 181, NGC 183, NGC 184, NGC 205, NGC 206, NGC 214, NGC 218, NGC 221, NGC 224, NGC 226, NGC 228, NGC 229, NGC 233, NGC 243, NGC 252, NGC 258, NGC 260, NGC 262, NGC 272, NGC 280, NGC 304, NGC 317A, NGC 317B, NGC 389, NGC 393, NGC 404, NGC 425, NGC 431, NGC 464, NGC 477, NGC 512, NGC 513, NGC 523, NGC 528, NGC 529, NGC 531, NGC 536, NGC 537, NGC 542, NGC 551, NGC 561, NGC 562, NGC 573, NGC 590, NGC 591, NGC 605, NGC 620, NGC 653, NGC 662, NGC 668, NGC 679, NGC 687, NGC 700, NGC 703, NGC 704-1, NGC 704-2, NGC 705, NGC 708, NGC 709, NGC 710, NGC 712, NGC 714, NGC 717, NGC 721, NGC 732, NGC 746, NGC 752, NGC 753, NGC 759, NGC 797, NGC 801, NGC 812, NGC 818, NGC 828, NGC 834, NGC 841, NGC 845, NGC 846, NGC 847, NGC 891, NGC 898, NGC 906, NGC 909, NGC 910, NGC 911, NGC 912, NGC 913, NGC 914, NGC 920, NGC 923, NGC 933, NGC 937, NGC 946, NGC 956, NGC 980, NGC 982, NGC 995, NGC 996, NGC 999, NGC 1000, NGC 7440, NGC 7445, NGC 7446, NGC 7449, NGC 7618, NGC 7640, NGC 7662, NGC 7686, NGC 7707, NGC 7831, NGC 7836

### Index Catalogue (IC)
IC 24, IC 43, IC 45, IC 46, IC 65, IC 178, IC 179, IC 239, IC 1525, IC 1530, IC 1534, IC 1535, IC 1536, IC 1518, IC 1539, IC 1540, IC 1541, IC 1542, IC 1543, IC 1544, IC 1545, IC 1546, IC 1547, IC 1548, IC 1550, IC 1559, IC 1580, IC 1583, IC 1584, IC 1585, IC 1586, IC 1647, IC 1665, IC 1675, IC 1683, IC 1732, IC 1737, IC 1799, IC 5355, IC 5369, IC 5370, IC 5371, IC 5372, IC 5373, IC 5376

## Bezienswaardigheden

### Andromedanevel
Andromeda bevat de Andromedanevel (M31), een extragalactisch stelsel met spiraalvormige structuur, ongeveer te vinden in het verlengde van de lijn tussen bèta en mu Andromedae. Het is het dichtstbijgelegen grotere sterrenstelsel en is op donkere nachten zichtbaar met het blote oog. Het is daarmee op een afstand van 2,2 miljoen lichtjaar het verst verwijderde object dat we vanaf de aarde zonder hulpmiddelen kunnen waarnemen.
Verder vindt men hier ook de spiraalnevel NGC 891, die men beziet van op de kant, waardoor het zichtbaar wordt dat de nevel doorsneden wordt door een lijn van stofwolken in het vlak van de spiraalarmen.

### De extreem roodkleurige ster VX Andromedae
VX Andromedae is een typische  koolstofster en daarmee een van de meest roodkleurige sterren in de noordelijke sterrenhemel. Door Robert Burnham, Jr. beschreven als zijnde een Exceptionally Red Star

### De Andromediden
Tussen 15 november en 6 december lijkt de meteorenzwerm de Andromediden uit dit sterrenbeeld te komen, met een maximum op 20 november. Deze zwerm wordt geassocieerd met de komeet van Biela.

## Aangrenzende sterrenbeelden
(met de wijzers van de klok mee)
- Cassiopeia
- Hagedis (Lacerta)
- Pegasus
- Vissen (Pisces)
- Driehoek (Triangulum)
- Perseus

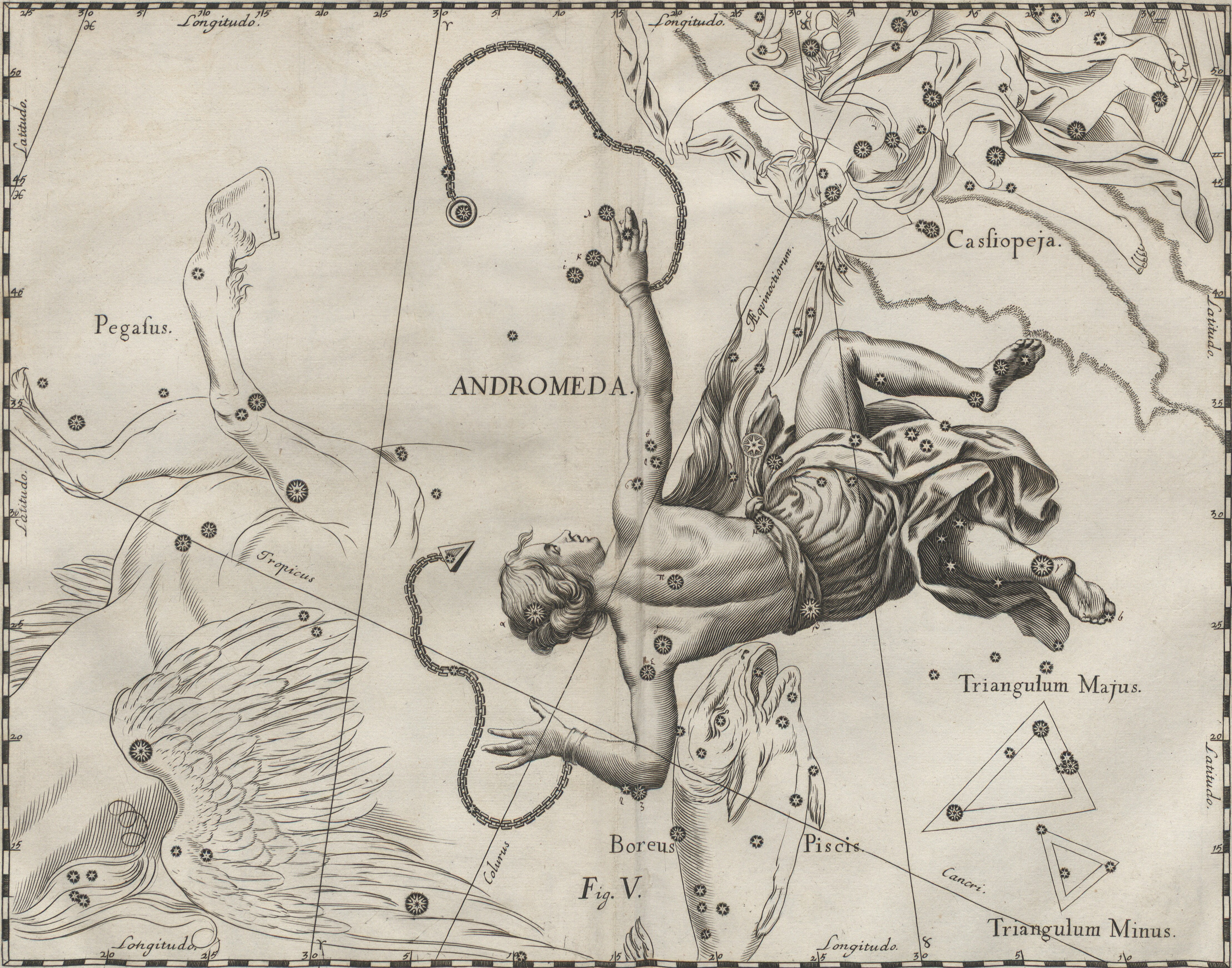
Het sterrenbeeld Andromeda op een kaart van Johannes Hevelius, 1690

- Gemeinsame Normdatei: 1235777251
- Library of Congress Control Number: sh2001008316
- Nationale Bibliotheek van Israël: 987007551838705171
- Virtual International Authority File: 315140375